# 暗黒街 (1956年の映画)
他の同名タイトルの作品は、暗黒街をご覧ください。
『暗黒街 』（あんこくがい）は、山本嘉次郎監督による1956年の犯罪映画。モノクロ、スタンダード。菊島隆三の「力道山物語 怒濤の男」の原案を、「逃げてきた花嫁」の共同脚本の一人である若尾徳平が脚色し、「愛の歴史」の山本嘉次郎が監督を務めた。 「チエミの初恋チャッチャ娘」。撮影はムスメの遠藤精一さんが担当。主な出演者は、『宮本武蔵 完結篇 決闘巌流島』の鶴田浩二、『黒帯三国志』の三船敏郎、『彼奴を逃すな』の志村喬、『ちえみの初恋ちゃちゃ娘』の小泉博。 、『逃げてきた花嫁』の青山京子、『驟雨』の根岸明美、『早春』の宮口精二。

## ストーリー
心不全で病院の人間ドックに困っていた古谷組の組長・古谷常次郎は帰宅し、六郷の鉄、岡部、庄司の退職祝いの席で急に苦しむようになる。病院の河野先生を呼んで！」と言って迎えに行った庄司は、思いがけず河野由美子という女医大生と出逢った。 庄司は古屋グループの新人だが、すぐにお兄ちゃんになった頭のいい男だ。ベテランのテツと岡部は庄司が嫌いで仕方がなく、いざという時には庄司を倒すチャンスをうかがっている。ある日、庄司は古屋の車で由美子を鎌倉に連れて行くことにした。
テツは庄司が古屋の妾・夏江と関係を持っていることを嗅ぎつけ、「上司の女に手を出すかどうかわからない」と言う。お金を求められたとき、彼はためらうことなく受け入れ、古谷からの申し出を受けた。庄司は由美子を収容するが、二人の関係を疑った夏江の嫉妬により、庄司は鉄拳銃で撃たれ、古屋組に連行された。重傷を負った庄司の世話を由美子に命じた古谷は、二人を一室に監禁する。しかし、古谷が突然気絶すると、庄司は由美子を手放し、最後の力で警察に110番通報する。ある夜、熊田主任捜査官が警察病院のベッドに横たわる庄司を訪ねる。その時、庄司は古屋組の解散を初めて知った。

## キャスト
- 庄司隆夫: 鶴田浩二
- 熊田捜査主任: 三船敏郎
- 古谷恒次郎: 志村喬
- 六郷の鉄: 杉山昌三九
- 鈴木敬一: 小泉博
- 岡部:  宮口精二
- 土屋:  岡豊
- 手塚: 山田巳之助
- 松尾警部: 桜井巨郎
- 銀行支店長:  恩田清二郎
- 高見: 堺左千夫
- チンピラ: 大村千吉
- あんま: 河崎堅男
- 河野弓子: 青山京子
- 安達夏江: 根岸明美
- おたけ婆さん: 小野松枝
- おかみさん: 一万慈鶴恵
- 喫茶店の女: 上野明美
- 古谷組の若い者:  津田光男, 手塚勝巳

## スタッフ
- 製作: 本木荘二郎
- 原案: 菊島隆三
- 脚本:  若尾徳平
- 監督: 山本嘉次郎
- 撮影: 遠藤精一
- 音楽: 団伊玖磨
- 美術: 阿久根巖
- 照明: 西川鶴三
- 録音:  藤縄正一

## 同時上映
- 『奥様は大学生』